# Zlatogorite
La zlatogorite è un minerale.